# Psykonauterna
Psykonauterna (tyska: Annäherungen, "Närmanden") är en aforistisk essäbok av den tyske författaren Ernst Jünger. Den har undertiteln Rus och droger (Drogen und Rausch). Boken handlar om droger i både självupplevt och kulturhistoriskt ljus.

## Utgivning
Boken utgavs 1970 genom Ernst Klett Verlag i Stuttgart. Den utkom på svenska 1978 i översättning av Stig Jonasson genom Bo Cavefors Bokförlag. Jonassons översättning nyutgavs 2007 genom H:ström - Text & Kultur med ett efterord av Arthur Isfelt.

## Mottagande
Martin Lagerholm recenserade boken i Svenska Dagbladet 2008, och jämförde den med I stålstormen, Jüngers skildring av första världskriget och det upphöjda sinnestillstånd han erfor i omedelbar fara. Lagerholm skrev: "Det handlar alltså inte om berusningen som flykt och bedövning, utan tvärtom om drogerna som ett slags forskningsmaterial för den inre resenärens – psykonautens – utflykter längs medvetandets råmärken." Recensenten ställde boken i en tradition tillsammans med Charles Baudelaire och Thomas de Quincey, som kännetecknas av "närmast vetenskapligt analytiska, skärpta och stilistiskt glänsande redogörelser för olika drogers egenskaper och medicinska och kulturella betydelse i ett såväl historiskt som självbiografiskt perspektiv." Göran Lundstedt skrev 2009 i Tidningen Kulturen att boken kritiserats för att vara galen, vilket han i fråga om vissa passager ansåg berättigat. Lundstedt skrev: "Men samtidigt innehåller den lysande passager. Här finns också - vilket är mera överraskande - en smått raljant humor. ... Psykonauterna, som är skriven av en 75-årig författare, vittnar om en ovanlig vitalitet."